# Ortografia del neerlandès

## L'alfabet neerlandès
L'alfabet emprat per escriure el neerlandés és, com a la majoria de llengües europees l'alfabet llatí ampliat amb l'accent tancat, obert i circumflex, i el conjunt ĳ, encara que no hi ha uniformitat sobre si es considera una lletra, o s'ha de separar com a dues lletres independents. Correspon al diftong [ɛɪ]. Pot també escriure's com a ÿ (noti's que escrivint tenen el mateix aspecte). En començaments de paraules tant I com J van en majúscula (exemple: IJsselmeer).
| majúscula                    | A       | B   | C      | D   | E          | F   | G   | H   | I       | J   | K   | L   | M   | N   | O       | P   | Q   | R   | S   | T   | U       | V   | W   | X    | Ĳ¹       | Y¹                | Z   |
| pronúncia dins del mot (AFI) | [ɑ, a:] | [b] | [k, s] | [d] | [ɛ, e:, ə] | [f] | [x] | [h] | [ɪ, i:] | [j] | [k] | [l] | [m] | [n] | [ɔ, o:] | [p] | [k] | [r] | [s] | [t] | [ʏ, y:] | [v] | [ʋ] | [ks] | [ɛɪ]     | [i]               | [z] |
| nom de la lletra             | a       | bee | see    | dee | ee         | ef  | gee | ha  | ie      | jee | ka  | el  | em  | en  | o       | pee | kuu | er  | es  | tee | u       | vee | wee | iks  | Lange ij | Griekse ij/i-grèc | zet |

¹ La y és sovint reemplaçada pel conjunt ĳ, intercalada entre la x i la z. Realment apareix en paraules estrangeres i no es considera com una lletra pròpia. És habitual la següent ordenació:
A, B, C, D, E, F, G, H, I, J, K, L, M, N, O, P, Q, R, S, T, U, V, W, X, Ĳ, Z.
Les grafies menys emprades són la q, la x.
La lletra de més ús és la e.

## Ortografia
Per poder representar tots els sons de l'idioma és necessari una quantitat elevada de digrafs i trígrafs. Algunes de les grafies actuals corresponen a sons ja desapareguts com sch.

digrafs vocàlics: eu, oe.

dígrafs per assenyalar vocals llargues: aa, ee, ie, oo, uu.

diftongs: au, ay, ei, ij, ou, ui, uw.

altres combinacions vocàliques: aai, auw, eeuw, ieuw, ooi.

digrafs consonàntics ch, ng, sj, tj.

trígrafs: sch.
Aquest sistema d'escriptura permet distingir immediatament les vocals curtes de les llargues. Si una vocal està repetida (o en el cas de la i, té una "e" darrere) és llarga, per exemple a raad ("consell"), zee ("mar"), tien ("deu"), groot ("gros"), vuur ("foc").
Si només n'hi ha una, la vocal serà sempre curta excepte si es troba en una síl·laba no final de paraula i darrere només hi té una consonant. Així per exemple a leren ("aprendre") la primera e és llarga mentre que la segona és curta.
Molts verbs que en infinitiu tenen a la primera síl·laba una vocal llarga escrita amb una sola lletra veuen com la seva arrel varia en passar a formes del singular. Per exemple: 
- lopen -→ Ik loop ("caminar" → "camino");
- vragen → Ik vraag ("demanar" → "demano")

## vegeu també
Neerlandès.
Ĳ, lletra de l'alfabet neerlandès.